# Labeobarbus marequensis
Labeobarbus marequensis és una espècie de peix pertanyent a la família dels ciprínids.
Es troba a Àfrica: des del riu Zambezi fins a la conca del riu Pongola a Moçambic, Sud-àfrica, Eswatini, Zàmbia i Zimbàbue.
És un peix d'aigua dolça, potamòdrom, bentopelàgic i de clima tropical (11°S-27°S).
Fa 47 cm de llargària màxima i 6.000 g de pes.
Menja sobretot algues i larves d'insectes aquàtics, tot i que també es nodreix en menor mesura de peixets, caragols, musclos d'aigua dolça i insectes terrestres que cauen a l'aigua (com ara, escarabats i formigues).
Es reprodueix a la primavera i l'estiu migrant riu amunt per a fer-ho.
És inofensiu per als humans.